# صيغة هيكلية
الشكل الهيكلي هو شكل ثلاثي الأبعاد للجزيء يعرض شكل الجزيء، ويتضمن زوايا الروابط. وليس من المهم عرض العناصر داخل الجزيء. كما أن الروابط ترسم على هيئة خطوط، وكل خط يمثل رابطة. ويعرف أن عند كل انحناءة خط ذرة كربون، أو في نهاية أي خط. كما أن ذرات الهيدروجين يفهم أنها توجد في أي مكان يستلزم وجودها لإكمال أي عدد ناقص من الروابط لأى عنصر. وأى عنصر أخر يتم توضيحه كتابة، وتوضيح عدد الروابط اللازمة له. وهناك بعض المجموعات مثل البنزين، يمكن أن يتم اختصارها طبقا لما هو متعارف عليه واحبانا تتضمن البنزن حلقة أو عدة حلقات موجودة في المركبات الكربونية ولها عدة أشكال هندسية أو ثلاثية الابعاد أو خماسية أو سداسية حسب عدد ذرات الكربون المرتبطة بالمركب وكما ان الروابط تلعب دورا رئيسيا في تشكيل شكل الجزيء أو المركب العضوي الموجود أو المتضمن
الصيغة الهيكلية رسم يصف البنية الجزيئية.

## معرض صور